# Crangonyx rivularis
Crangonyx rivularis är en kräftdjursart som beskrevs av Edward Lloyd Bousfield 1958. Crangonyx rivularis ingår i släktet Crangonyx och familjen Crangonyctidae. Inga underarter finns listade i Catalogue of Life.